# Космос (2013)
Вижте пояснителната страница за други значения на Космос.
"Космос" е късометражен игрален филм от 2013 г. с режисьор Лиза Боева и продуцент "Филизи 33". В главните роли са Ида Финци и Ицко Финци.
Премиерата на филма е в рамките на Салон на изкуствата в НДК, София (22 май 2013 г.).

## Анотация
Четири пъти месечно, всеки четвъртък, точно след централната емисия на новините, 23 минути след полунощ, в ефира на радио "Космос" водещият отправя въпрос към своята аудитория...